# Tamarixia leucaenae
Tamarixia leucaenae är en stekelart som beskrevs av Boucek 1988. Tamarixia leucaenae ingår i släktet Tamarixia och familjen finglanssteklar.
Artens utbredningsområde är:
- Nya Kaledonien.
- Sri Lanka.
- Tanzania.
- Thailand.

Inga underarter finns listade i Catalogue of Life.